# Reino de Mysore
El reino de Mysore fue un reino en la zona sur de la India, que se cree fue fundado en 1399 en proximidades de la actual ciudad de Mysore. El reino que era gobernado por la familia Wodeyar, inicialmente era un estado vasallo del Imperio vijayanagara. Al declinar el Imperio vijayanagara (c.1565), el reino se independizó. En el siglo XVII el reino expandió mucho su territorio y durante los gobiernos de Narasaraja Wodeyar I y Chikka Devaraja Wodeyar, el reino anexó grandes extensiones en lo que actualmente es el sur de Karnataka y trozos de Tamil Nadu hasta convertirse en un estado poderoso de la zona sur de Deccan.
El reino alcanzó la cima de su poderío y dominio en la segunda mitad del siglo XVIII bajo el gobernador de facto Haider Ali y su hijo Tipu Sultan. Durante esta época, tuvo conflictos con los Marathas, el Nizam de Hyderabad, el Reino de Travancore y los británicos lo que dio lugar a las cuatro guerras anglo-mysore. Al éxito en las primeras dos guerras anglo-mysore le siguió la derrota en la tercera y la cuarta. Luego del fallecimiento de Tipu en la cuarta guerra de 1799, grandes porciones del reino fueron anexadas por los británicos, lo que marcó el fin del período de hegemonía mysorea sobre el pueblo de Decán. Los británicos restauraron a los Wodeyars en el trono mediante una alianza subsidiaria y el reino Mysore debilitado fue transformado en un Principado. Los Wodeyars continuaron gobernando hasta la independencia de la India en 1947, cuando Mysore accedió a la Unión de India.
Aun cuando ya era solo un principado, Mysore estuvo entre las regiones más modernas y urbanizadas de la India. Durante el período en que fue un principado 1799-1947, Mysore emergió como uno de los centros más importantes de arte y cultura de la India. Los reyes de Mysore no solo eran acabados exponentes de las artes y hombres de letras, sino también patrones entusiastas, y sus legados continúan influyendo a comienzos del siglo XXI sobre la música y el arte.

## Historia

### Historia temprana
Las fuentes para reconstruir la historia del reino incluyen numerosas inscripciones existentes en placa lítica y cobre, registros del palacio de Mysore y fuentes literarias contemporáneas en canarés, persa y otros idiomas. Según las fuentes tradicionales, el reino se originó como un pequeño estado basado en la moderna ciudad de Mysore y fue fundado por dos hermanos, Yaduraya (también conocido como Vijaya) y Krishnaraya. Sus orígenes están inmersos en la leyenda y son todavía una cuestión de debate; mientras que algunos historiadores postulan un origen norteño en Dwarka, otros lo ubican en Karnataka. Se dice que Yaduraya se casó con Chikkadevarasi, la princesa local y asumió el título feudal "Wodeyar" (lit, "Señor"), que la dinastía subsiguiente retuvo. La primera mención inequívoca de la familia Wodeyar se encuentra en la literatura kannada del siglo XVI del reinado del rey Vijayanagara Achyuta Deva Raya (1529-1542); La primera inscripción disponible, emitida por los propios Wodeyars, se remonta al reinado del pequeño jefe Timmaraja II en 1551.

### Autonomía: avances y retrocesos
Los reyes que siguieron gobernaron como vasallos del Imperio vijayanagara hasta el declive de este último en 1565. Para entonces, el reino se había expandido a treinta y tres pueblos protegidos por una fuerza de 300 soldados. El rey Timmaraja II conquistó algunas jefaturas circundantes, y el rey Bola Chamaraja IV (lit, "Calvo"), el primer gobernante de algún significado político entre ellos, retuvo el tributo al monarca nominal de Vijayanagara Aravidu Ramaraya. Después de la muerte de Aravidu Aliya Rama Raya, los Wodeyars comenzaron a imponerse y el Rey Raja Wodeyar I arrebató el control de Srirangapatna del gobernador de Vijayanagara (Mahamandaleshvara) Aravidu Tirumalla: situación que obtuvo, aunque solo ex post facto, la aprobación tácita de Venkatapati Raya, el rey titular del imperio Vijayanagara que gobernaba desde Chandragiri. El reinado de Raja Wodeyar I también experimentó una expansión territorial con la anexión de Channapatna al norte de Jaggadeva Raya, un desarrollo que convirtió a Mysore en un factor político regional a tener en cuenta.
En consecuencia, entre 1612 y 13, los Wodeyars tuvieron gran autonomía y, aunque reconocieron el dominio nominal de la dinastía Aravidu, los tributos y las transferencias de ingresos a Chandragiri cesaron. Esto fue en marcado contraste con otros jefes principales Nayakas del país Tamil que continuaron pagando a los emperadores de Chandragiri hasta bien entrado la década de 1630. Chamaraja VI y Kanthirava Narasaraja intentaron expandirce más hacia el norte, pero fueron detenidos por el Sultanato de Bijapur y sus subordinados de Maratha, aunque los ejércitos de Bijapur bajo Ranadullah Khan fueron efectivamente rechazados en su asedio de Srirangapatna en 1638. Las ambiciones expansivas se trasladaron al país tamil, donde Narasaraja Wodeyar conquistó Satyamangalam (en el moderno distrito de Coimbatore), mientras que su sucesora Dodda Devaraja Wodeyar se expandió para capturar las regiones tamiles occidentales de Erode y Dharmapuri, luego de repeler con éxito a los jefes de Madurai. La invasión de los Nayakas de Keladi de Malnad también se trató con éxito. Este período fue seguido por uno de los complejos cambios geopolíticos, cuando en la década de 1670, los Marathas y los Mogoles presionaron sobre el Deccan.
Chikka Devaraja (r. 1672–1704), el más notable de los primeros reyes de Mysore, que gobernó durante gran parte de este período, logró no solo sobrevivir a los desafíos impuestos sino expandir aún más el territorio. Lo logró al forjar alianzas estratégicas con los Marathas y los Mogoles. El reino pronto se extendió para incluir Salem y Bangalore al este, Hassan al oeste, Chikkamagaluru y Tumkur al norte y el resto de Coimbatore al sur. A pesar de esta expansión, el reino, que ahora controlaba una parte justa de la tierra en el corazón del sur de la India, que se extiende desde los Ghats occidentales a los límites occidentales de la llanura de Coromandel, permaneció sin salida al mar. Los intentos de Chikka Devaraja para remediar esto llevó a Mysore a entrar en conflicto con los jefes Nayaka de Ikkeri y los reyes (Rajas) de Kodagu (Coorg moderna); quienes entre ellos controlaban la costa de Kanara (áreas costeras de Karnataka moderno) y la región de la colina intermedia respectivamente. El conflicto trajo resultados mixtos con Mysore anexando Periyapatna pero sufriendo un cambio en Palupare.
Sin embargo, desde alrededor de 1704, cuando el reino pasó al "Muteking" (Mukarasu) Kanthirava Narasaraja II, la supervivencia y expansión del mismo se logró jugando un delicado juego de alianza, negociación, subordinación en ocasiones y anexión de territorio en todas las direcciones. Según los historiadores Sanjay Subrahmanyam y Sethu Madhava Rao, Mysore era ahora formalmente un tributario del imperio mogol. Los registros del imperio afirman que Mysore pagaba un tributo regular (peshkash). Sin embargo, el historiador Suryanath U. Kamath cree que los mogoles pueden haber considerado a Mysore como un aliado, una situación provocada por la competencia de supremacía Mogol-Maratha en el sur de la India. Para la década de 1720, con el imperio mogol en decadencia, surgieron más complicaciones con los gobernadores mogoles en Arcot y Sira que reclamaban tributo. Los años siguientes vieron a Krishnaraja Wodeyar pisando con cautela el asunto mientras mantenía a los jefes de Kodagu y los Marathas a raya. Fue sucedido por Chamaraja Wodeyar VII durante cuyo reinado el poder cayó en manos del primer ministro (Dalwai o Dalavoy) Nanjarajiah (o Nanjaraja) y el jefe de gobierno (Sarvadhikari) Devarajiah (o Devaraja), que gobernarían durante las próximas tres décadas con los Wodeyars relegados a ser los jefes titulares. La última parte del reinado de Krishnaraja II vio a los Sultanatos del Decán siendo eclipsados por los mogoles y en la confusión que se produjo, Hyder Ali, un capitán en el ejército, se destacó. Su victoria contra los Marathas en Bangalore en 1758, que resultó en la anexión de su territorio, lo convirtió en una figura icónica. En honor a sus logros, el rey le dio el título "Nawab Haider Ali Khan Bahadur".

### Bajo Hyder Ali y Tipu Sultan

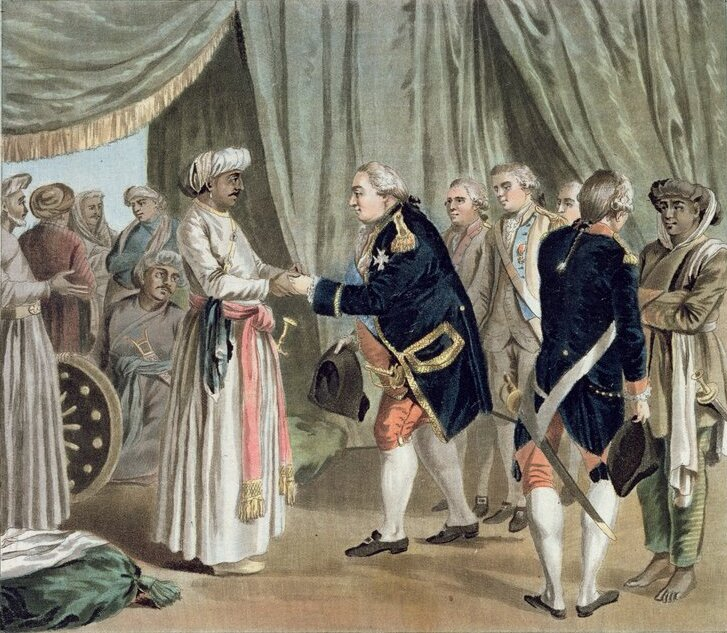
Reunión del almirante Suffren con el aliado Hyder Ali en 1783. Grabado de J. B. Morret, 1789

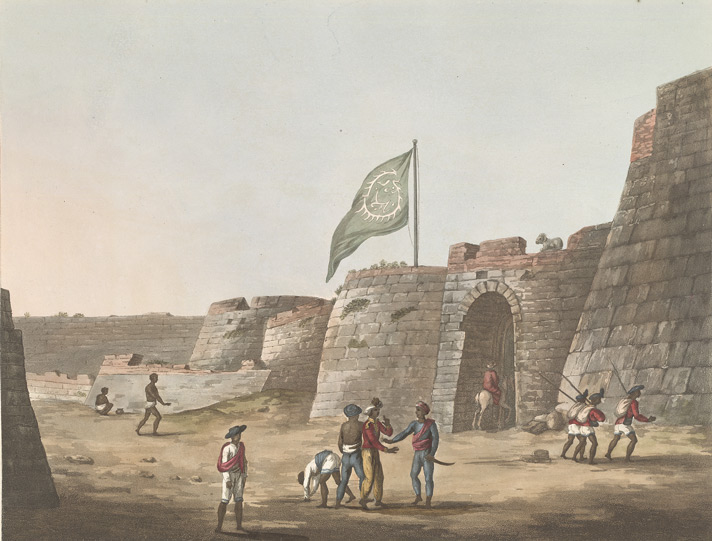
La bandera del Sultanato de Mysore a la entrada del fuerte de Bangalore

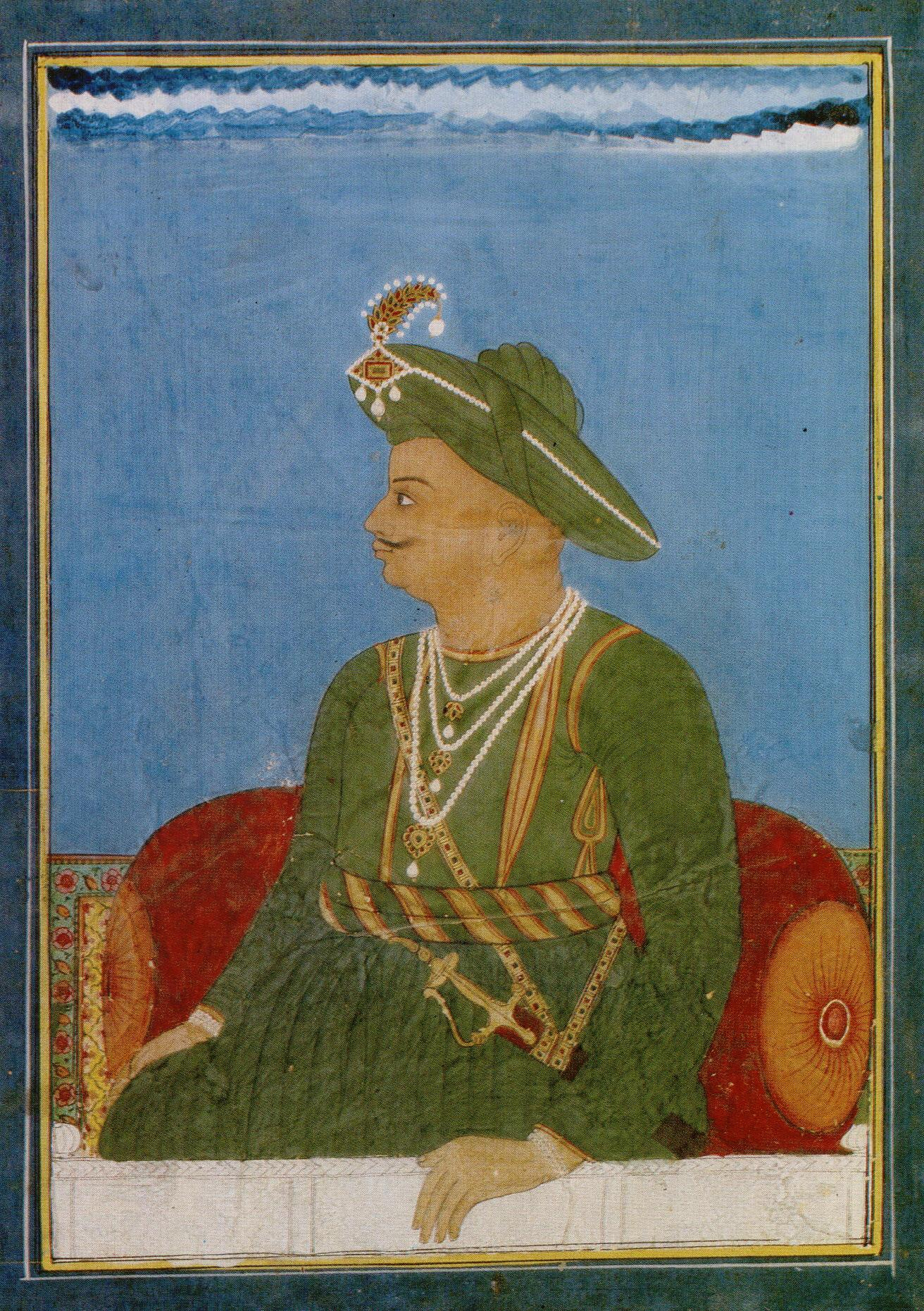
Un retrato de Tipu Sultan, realizado durante la Tercera Guerra Anglo-Mysore.

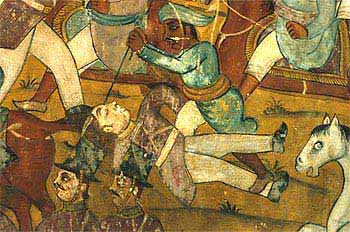
Mural de la famosa batalla de Pollilur en el palacio de verano de Tipu Sultan en Srirangapatna

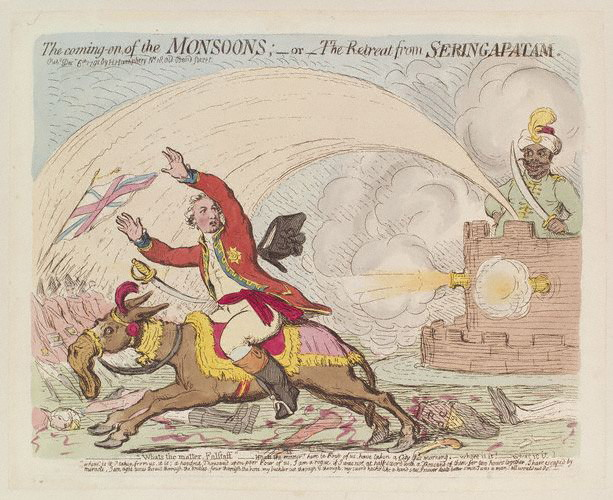
Lord Cornwallis huye luego de su fallido asedio de Srirangapatna (1792).

Hyder Ali se ganó un lugar importante en la historia de Karnataka por sus habilidades de lucha y su perspicacia administrativa. El surgimiento de Hyder se produjo en un momento de importantes desarrollos políticos en el subcontinente. Mientras las potencias europeas estaban ocupadas transformándose de compañías comerciales a potencias políticas, los Nizam, como subedar de los mogoles, persiguieron sus ambiciones en el Deccan, y los Marathas, luego de su derrota en Panipat, buscaron refugios seguros en el sur. El período también vio a los franceses compitiendo con los británicos por el control de Karnataka, una contienda en la que los británicos finalmente prevalecerían cuando el comandante británico sir Eyre Coote derrotó decisivamente a los franceses bajo el mando el Conde de Lally en la Batalla de Wandiwash en 1760, un hito en la historia de la India, ya que cimentó la supremacía británica en el sur de Asia. Aunque los Wodeyars siguieron siendo los jefes nominales de Mysore durante este período, el poder real estaba en manos de Hyder Ali y su hijo Tipu.
Para 1761, la amenaza Maratha había disminuido y para 1763, Haider Ali había conquistado el reino de Keladi, había derrotado a los gobernantes de Bilgi, Bednur y Gutti, había invadido Malabar en el sur y había conquistado la capital de Zamorín, Calicut, en 1766 y ampliado el reino de Mysore hasta Dharwad y Bellary en el norte. Mysore era ahora una gran potencia política en el subcontinente y el meteórico ascenso de Haider desde la relativa oscuridad y su desafío formó uno de los últimos retos para finalizar de establecer la hegemonía británica sobre el subcontinente indio, un desafío que les tomaría más que tres décadas por superar.
En un intento por frenar el ascenso de Haider, los británicos formaron una alianza con los Marathas y los Nizam de Golconda, que culminó en la Primera Guerra Anglo-Mysore en 1767. A pesar de la superioridad numérica, Haider Ali sufrió derrotas en las batallas de Chengham y Tiruvannamalai. Los británicos ignoraron sus propuestas de paz hasta que Haider Ali movió estratégicamente sus ejércitos a cinco millas de Madras (Chennai moderno) y pudo demandar con éxito la paz. En 1770, cuando los ejércitos Maratha de Madhavrao Peshwa invadieron Mysore (tres guerras se libraron entre 1764 y 1772 por Madhavrao contra Haider, en las que perdió Haider), Haider espero el apoyo británico según lo establecido en el tratado de 1769, pero lo traicionaron al permanecer fuera del conflicto. La traición británica y la posterior derrota de Haider reforzaron la profunda desconfianza de este hacia los británicos, un sentimiento que compartiría su hijo y que marcaría las rivalidades Anglo-Mysore de las próximas tres décadas. En 1777, Haider Ali recuperó los territorios previamente perdidos de Coorg y Malabar de los Marathas. El ejército de Haider Ali avanzó contra los Marathas y luchó contra ellos en la batalla de Saunshi y salió victorioso durante el mismo año.
Para 1779, Haider Ali había capturado partes de los modernos Tamil Nadu y Kerala en el sur, extendiendo el área del Reino a aproximadamente 80,000 mi² (205,000 km²). En 1780, se hizo amigo de los franceses e hizo las paces con los Marathas y los Nizam. Sin embargo, Haider Ali fue traicionado por los Marathas y los Nizam, que también hicieron tratados con los británicos. En julio de 1780, Haider Ali encabezó un ejército de 80,000, en su mayoría de caballería, descendiendo a través de los pasos de los Ghats, antes de asediar a los fuertes británicos en el norte de Arcot, comenzando la Segunda Guerra Anglo-Mysore. Haider Ali tuvo algunos éxitos iniciales contra los británicos, especialmente en Pollilur, la peor derrota que los británicos sufrieron en India hasta Chillianwala, y Arcot, hasta la llegada de Sir Eyre Coote, cuando las fortunas de los británicos comenzaron a cambiar. El 1 de junio de 1781, Coote dio el primer golpe fuerte contra Haider Ali en la decisiva batalla de Porto Novo. La batalla fue ganada por Coote contra probabilidades de cinco a uno, y es considerada como una de las mayores hazañas de los británicos en la India. Fue seguida por otra batalla en Pollilur (la escena de un triunfo anterior de Haider Ali sobre una fuerza británica) el 27 de agosto, en la que los británicos obtuvieron otro éxito, y por la derrota de las tropas de Mysore en Sholinghur un mes después. Haider Ali murió el 7 de diciembre de 1782, incluso mientras la lucha continuaba con los británicos. Fue sucedido por su hijo Tipu Sultan, quien continuó las hostilidades contra los británicos al recuperar Baidanur y Mangalore.
En 1783, ni los británicos ni Mysore pudieron obtener una clara victoria general. Los franceses retiraron su apoyo a Mysore tras el acuerdo de paz en Europa. Sin desanimarse, Tipu, conocido popularmente como el "Tigre de Mysore", continuó la guerra contra los británicos, pero perdió ante ellos algunas regiones de la moderna costa de Karnataka. Una nueva guerra entre el Imperio Maratha y Mysore ocurrió entre 1785-1787. Después de la victoria de Tipu Sultan contra los Marathas en el Sitio de Bahadur Benda, se firmó un acuerdo de paz entre los dos reinos con ganancias y pérdidas mutuas. De manera similar, el tratado de Mangalore se firmó en 1784, lo que llevó a las hostilidades con los británicos a una detención temporal e incómoda y restauró las tierras de los demás al statu quo ante bellum. El tratado es un documento importante en la historia de la India, porque fue la última ocasión en que una potencia de la India dictó los términos a los británicos, quienes fueron obligados a desempeñar el papel de humildes suplicantes por la paz. Un comienzo de nuevas hostilidades entre los británicos y los franceses en Europa habría sido razón suficiente para que Tipu abrogara su tratado y aumentara su ambición de atacar a los británicos. Sus intentos de atraer a los Nizam, los Marathas, los franceses y el Sultán de Turquía no lograron brindar ayuda militar directa.
Los exitosos ataques de Tipu en 1790 al Reino de Travancore, un aliado británico, precipitaron el estallido de la Tercera Guerra Anglo-Mysore. Al principio, los británicos obtuvieron ganancias al tomar el distrito de Coimbatore, pero el contraataque de Tipu revirtió muchas de estas ganancias. En 1792, con la ayuda de los marathas que atacaron desde el noroeste y Nizam que lo hicieron desde el noreste, los británicos bajo Lord Cornwallis sitiaron con éxito Srirangapatna, lo que resultó en la derrota de Tipu y el Tratado de Srirangapatna. La mitad de Mysore se repartió entre los aliados, y dos de sus hijos fueron condenados a rescate. Un Tipu humillado pero indomable se dedicó a reconstruir su poder económico y militar. Intentó obtener de manera encubierta el apoyo de la Francia revolucionaria, el emir de Afganistán, el Imperio Otomano y Arabia. Sin embargo, estos intentos de involucrar a los franceses pronto se dieron a conocer a los británicos, quienes en ese momento estaban luchando contra los franceses en Egipto, fueron respaldados por los Marathas y los Nizam. En 1799, Tipu murió defendiendo Srirangapatna en la Cuarta guerra anglo-mysore, anunciando el fin de la independencia del Reino. Los historiadores indios modernos consideran a Tipu Sultan un enemigo empedernido de los británicos, un administrador capaz e innovador.

### Estado principesco
Tras la caída de Tipu, una parte del reino de Mysore fue anexada y dividida entre la Presidencia de Madras y el Nizam. El resto del territorio se transformó en un estado principesco; El descendiente de cinco años de la familia Wodeyar, Krishnaraja III, fue instalado en el trono con el ministro principal (Diwan) Purnaiah, quien había servido anteriormente bajo Tipu, manejando las riendas como regente y el teniente coronel Barry Close asumiendo el cargo de residente británico. Los británicos entonces tomaron el control de la política exterior de Mysore y también exigieron un tributo anual y un subsidio para mantener un ejército británico en pie en Mysore. Como Diwan, Purnaiah se distinguió por su administración progresiva e innovadora hasta que se retiró del servicio en 1811 (y murió poco después) después del 16 cumpleaños del niño rey.
Los años que siguieron fueron testigos de relaciones cordiales entre Mysore y los británicos hasta que las cosas empezaron a agriarse en la década de 1820. A pesar de que el gobernador de Madras, Thomas Munro, determinó después de una investigación personal en 1825 que no había sustancia en las acusaciones de irregularidad financiera formuladas por el teniente coronel Cole, el residente titular de Mysore, con la revuelta de Nagar (una insurrección civil) que estalló hacia el final de la década las cosas cambiaron considerablemente. En 1831, durante la insurrección y citando la mala administración, los británicos tomaron el control directo del estado principesco. Durante los siguientes cincuenta años, Mysore pasó bajo el gobierno de sucesivos comisionados británicos; Sir Mark Cubbon, famoso por su habilidad política, sirvió desde 1834 hasta 1861 y puso en marcha un sistema administrativo eficiente y exitoso que dejó a Mysore un estado bien desarrollado.
Entre 1876–77, sin embargo, hacia el final del período del dominio británico directo, Mysore sufrió una hambruna devastadora con cifras de mortalidad estimadas entre 700,000 y 1,100,000, o casi una quinta parte de la población. Poco después, el maharajá Chamaraja X, educado en el sistema británico, asumió el gobierno de Mysore en 1881. En consecuencia, un oficial británico residente fue nombrado en la corte de Mysore y un Diwan para manejar la administración del maharajá. A partir de entonces, hasta la independencia de la India en 1947, Mysore se mantuvo como un Estado principesco dentro del Imperio Indio Británico, y los Wodeyars continuaron su gobierno.
Tras la muerte del maharajá Chamaraja X, Krishnaraja IV, todavía un niño de once años, ascendió al trono en 1895. Su madre Maharaní Kemparajammanniyavaru gobernó como regente hasta que Krishnaraja tomó las riendas el 8 de febrero de 1902. Bajo su gobierno, con Sir M. Vishweshwariah como su Diwan, el maharajá se propuso transformar a Mysore en un estado moderno y progresista, particularmente en la industria, la educación, la agricultura y el arte. Tales fueron los avances que hizo Mysore para que Mahatma Gandhi llamara al maharajá un "rey santo" ( Rajarishi). Paul Brunton, el filósofo y orientalista británico, John Gunther, el autor estadounidense y el estadista británico lord Samuel elogiaron los esfuerzos del gobernante. Gran parte del trabajo pionero en infraestructura educativa que tuvo lugar durante este período serviría de manera invaluable a Karnataka en las próximas décadas. El maharajá era un músico consumado, y al igual que sus antecesores, patrocinaba con avidez el desarrollo de las bellas artes. Fue sucedido por su sobrino Jayachamaraja, cuyo mandato llegó a su fin cuando firmó el decreto de adhesión y Mysore se unió a la Unión de la India el 9 de agosto de 1947.

## Administración
No hay registros relacionados con la administración del territorio de Mysore durante el reinado del Imperio vijayanagara (1399-1565). Los signos de una administración bien organizada e independiente aparecen desde la época de Raja Wodeyar I, quien se cree que simpatizaba con los campesinos (raiyats) que estaban exentos de cualquier aumento en los impuestos durante su tiempo. La primera señal de que el reino se había establecido en el área fue la emisión de monedas de oro (Kanthirayi phanam), que se parecían a las del antiguo Imperio vijayanagara, durante el gobierno de Narasaraja Wodeyar.
El gobierno de Chikka Devaraja vio varias reformas efectuadas. La administración interna fue remodelada para satisfacer las crecientes necesidades del reino y se hizo más eficiente. Se creó un sistema postal. También se introdujeron reformas financieras de largo alcance. Se impusieron varios impuestos menores en lugar de impuestos directos, como resultado de lo cual los campesinos se vieron obligados a pagar más a través del impuesto sobre la tierra. Se dice que el rey se interesó personalmente en la recaudación regular de ingresos y que el tesoro aumentó a 90 000 000 Pagoda (una unidad de moneda), lo que le valió el epíteto "Nine crore Narayana" (Navakoti Narayana). En 1700, envió una embajada a la corte de Aurangazeb quien le otorgó el título de Jug Deo Raja y obtuvo permiso para sentarse en el trono de marfil. Después de esto, fundó las oficinas de distrito (Attara Kacheri), la secretaría central que comprende dieciocho departamentos, y su administración se inspiró en las líneas Mogolas.
Durante el gobierno de Hyder Ali, el reino se dividió en cinco provincias (Asofis) de tamaño desigual, que comprendían 171 taluks (Paraganas) en total. Cuando Tipu Sultan se convirtió en el gobernante de facto, el reino, que abarcaba 160 000 km² (61 776 millas cuadradas) (62 000 mi²), se dividió en 37 provincias y un total de 124 taluks (Amil). Cada provincia tenía un gobernador (Asof) y un vicegobernador. Cada taluk tenía un jefe llamado Amildar y un grupo de aldeas que estaban a cargo de un Patel. La administración central estaba compuesta por seis departamentos encabezados por ministros, cada uno con la ayuda de un consejo asesor de hasta cuatro miembros.
Cuando el estado principesco cayó bajo el dominio británico directo en 1831, los primeros comisionados Lushington, Briggs y Morrison fueron sucedidos por Mark Cubbon, quien se hizo cargo en 1834. Hizo de Bangalore la capital y dividió el estado en cuatro divisiones, cada una bajo un superintendente británico. El estado se dividió adicionalmente en 120 taluks con 85 tribunales taluk, con todas las administraciones de nivel inferior en el idioma kannada. La oficina del comisionado tenía ocho departamentos; ingresos, correos, policía, caballería, obras públicas, medicina, ganadería, judicatura y educación. El poder judicial era jerárquico con el tribunal de los comisionados en la cúspide, seguido por el Huzur Adalat, cuatro tribunales de superintendencia y ocho tribunales de Sadar Munsiff en el nivel más bajo. Lewin Bowring se convirtió en el comisionado jefe en 1862 y ocupó el cargo hasta 1870. Durante su mandato, la "Ley de Registro", el "Código Penal de la India" y el "Código de Procedimiento Penal" entraron en vigencia y el poder judicial se separó del poder ejecutivo de la administración. [70]El estado se dividió en ocho distritos: Bangalore, Chitraldroog, Hassan, Kadur, Kolar, Mysore, Shimoga y Tumkur.
Después de la rendición, CV Rungacharlu, se convirtió en Diwan. Debajo de él, la primera Asamblea Representativa de la India Británica, con 144 miembros, se formó en 1881. Fue seguido por K. Seshadri Iyer en 1883, durante cuyo mandato comenzó la extracción de oro en los Minas de Oro Kolar, se inició el proyecto hidroeléctrico Shivanasamudra iniciado en 1899 (el primer intento importante en India) y se suministró electricidad y agua potable (la última a través de tuberías) a Bangalore. Seshadri Iyer fue seguido por P.N. Krishnamurti, quien fundó el Manual de la Secretaría para mantener registros y el Departamento Cooperativo en 1905, la vicepresidenta Madhava Rao, que se centró en la conservación de los bosques, y T. Ananda Rao, que finalizó el proyecto de la represa Kannambadi.
Sir M. Visvesvaraya, conocido popularmente como el "Creador del Mysore moderno", ocupa un lugar clave en la historia de Karnataka. Ingeniero de educación, se convirtió en Diwan en 1909. Bajo su mandato, la membresía de la Asamblea Legislativa de Mysore aumentó de 18 a 24, y se le dio el poder de discutir el presupuesto estatal. La Conferencia Económica de Mysore se amplió en tres comités; industria y comercio, educación y agricultura, con publicaciones en inglés y kannada. Los proyectos importantes encargados durante su tiempo incluyeron la construcción de la presa Kannambadi, la fundación de Mysore Iron Works en Bhadravathi, fundación de la Universidad de Mysore en 1916, la Facultad de Ingeniería de la Universidad Visvesvaraya en Bangalore, establecimiento del departamento de ferrocarriles del estado de Mysore y numerosas industrias en Mysore. En 1955, fue galardonado con el Bharat Ratna, el más alto honor civil de la India.
Sir Mirza Ismail asumió el cargo de Diwan en 1926 y se basó en los cimientos establecidos por su predecesor. Entre sus contribuciones estuvieron la expansión de Bhadravathi Iron Works, la fundación de una fábrica de cemento y papel en Bhadravathi y el lanzamiento de Hindustan Aeronautics Limited. Hombre aficionado a los jardines, fundó los Jardines Brindavan (Krishnaraja Sagar) y construyó el canal de alto nivel del río Kaveri para regar 120 000 acres (490 km²) en el moderno distrito de Mandya.
En 1939, el distrito de Mandya fue separado del distrito de Mysore, con lo que el número de distritos en el estado fue de nueve.

## Economía
La gran mayoría de la gente vivía en aldeas y la agricultura era su ocupación principal. La economía del reino se basaba en la agricultura. Se cultivaban granos, legumbres, hortalizas y flores. Los cultivos comerciales incluían caña de azúcar y algodón. La población agraria consistía en terratenientes (vokkaliga, zamindar, heggadde) que cultivaban la tierra empleando a varios trabajadores sin tierra, que generalmente les pagaban en grano. Los cultivadores menores también estaban dispuestos a contratarse como trabajadores si surgía la necesidad. Debido a la disponibilidad de estos trabajadores sin tierra, los reyes y los terratenientes pudieron ejecutar proyectos importantes como palacios, templos, mezquitas, anicuts (presas) y tanques. Como la tierra era abundante y la población era relativamente escasa, no se cobraba alquiler por la propiedad. En cambio, los propietarios pagaban impuestos por el cultivo, que ascendió a la mitad de todos los productos cosechados.

### Bajo Hyder Ali y Tipu Sultan
El Reino de Mysore alcanzó su máximo de poder económico bajo Hyder Ali y Tipu Sultan, en la era post-Mogol de mediados del siglo XVIII. Estos se embarcaron en un ambicioso programa de desarrollo económico, con el objetivo de aumentar la riqueza y los ingresos de Mysore. Bajo su reinado, el reino se convirtió en el poder económico dominante de la India, con la agricultura productiva y la fabricación textil.
A Tipu Sultan se le atribuye la fundación de depósitos comerciales estatales en varios lugares de su reino. Además, fundó depósitos en lugares extranjeros como Karachi, Jeddah y Mascate, donde se vendían productos Mysore. Durante la regla de Tipu, la tecnología francesa se usó por primera vez en carpintería y herrería, la tecnología china se usó para la producción de azúcar, y la tecnología de Bengala ayudó a mejorar la industria de la sericultura. Se establecieron fábricas estatales en Kanakapura y Taramandelpeth para producir cañones y pólvora, respectivamente. El estado tenía el monopolio de la producción de productos esenciales como azúcar, sal, hierro, pimienta, cardamomo, nuez de betel, tabaco y sándalo, así como la extracción de aceite de incienso del sándalo y la extracción de plata, oro y piedras preciosas. El sándalo se exportó a China y los países del Golfo Pérsico y se desarrolló la sericultura en veintiún centros dentro del reino.
La industria de la seda Mysore se inició durante el gobierno de Tipu Sultan. Más tarde, la industria se vio afectada por una depresión mundial y la competencia de la seda y el rayón importados. Sin embargo, en la segunda mitad del siglo XX revivió y el Estado de Mysore se convirtió en el principal productor de seda multivoltina de la India.
Bajo Tipu Sultan, Mysore disfrutó de uno de los salarios y niveles de vida reales más altos del mundo a fines del siglo XVIII, más alto que Gran Bretaña, que a su vez tenía los niveles de vida más altos de Europa. El ingreso promedio per cápita de Mysore fue cinco veces mayor que el nivel de subsistencia, es decir, cinco veces mayor que $ 400 (dólares internacionales de 1990), o $ 2,000 per cápita. En comparación, los ingresos per cápita nacionales más altos en 1820 fueron $ 1,838 para los Países Bajos y $ 1,706 para Gran Bretaña.

### Gobierno británico
Este sistema cambió bajo los británicos, cuando los pagos de impuestos se hicieron en efectivo, y se utilizaron para el mantenimiento del ejército, la policía y otros establecimientos civiles y públicos. Una parte del impuesto era transferido a Inglaterra como el "tributo indio". Insatisfechos con la pérdida de su sistema tradicional de ingresos y los problemas que enfrentaban, los campesinos se levantaron en rebelión en muchas partes del sur de la India. Después de 1800, entraron en vigor las reformas agrarias de Cornwallis. Reade, Munro, Graham y Thackeray fueron algunos administradores que mejoraron las condiciones económicas de las masas. Sin embargo, la industria textil casera sufrió durante el dominio británico, con la excepción de los productores de la tela más fina y la tela gruesa que era popular entre las masas rurales. Esto se debió a que las fábricas de manufactura de Mánchester, Liverpool y Escocia eran más que un rival para la industria tradicional de tejido manual, especialmente en hilatura y tejido.
La Revolución Industrial y las políticas arancelarias implementadas por los británicos también causaron una desindustrialización masiva en otros sectores en toda India y Mysore. Por ejemplo, el negocio de tejido de bolsas de yute había sido un monopolio del pueblo Goniga, sin embargo, lo perdieron cuando los británicos comenzaron a gobernar el área. La importación de un sustituto químico del salitre (nitrato de potasio) afectó a la comunidad Uppar, los fabricantes tradicionales de salitre para su uso en la pólvora. La importación de queroseno afectó a la comunidad Ganiga que suministraba aceites. Las industrias extranjeras de esmalte y vajilla afectaron el negocio de la cerámica nativa, y las mantas hechas en fábrica reemplazaron las mantas hechas en el país llamadas kambli. Estas consecuencias económicas llevaron a la formación de organizaciones de bienestar social basadas en la comunidad para ayudar a aquellos dentro de la comunidad a enfrentar mejor su nueva situación económica, incluidos los albergues juveniles para estudiantes que buscan educación y refugio. Sin embargo, las políticas económicas británicas crearon una estructura de clase que consiste en una clase media recién establecida que comprende varios grupos ocupacionales de cuello azul y blanco, incluidos agentes, corredores, abogados, maestros, funcionarios y médicos. Debido a una jerarquía de castas más flexible, la clase media contenía una mezcla heterogénea de personas de diferentes castas.

## Cultura

### Religión

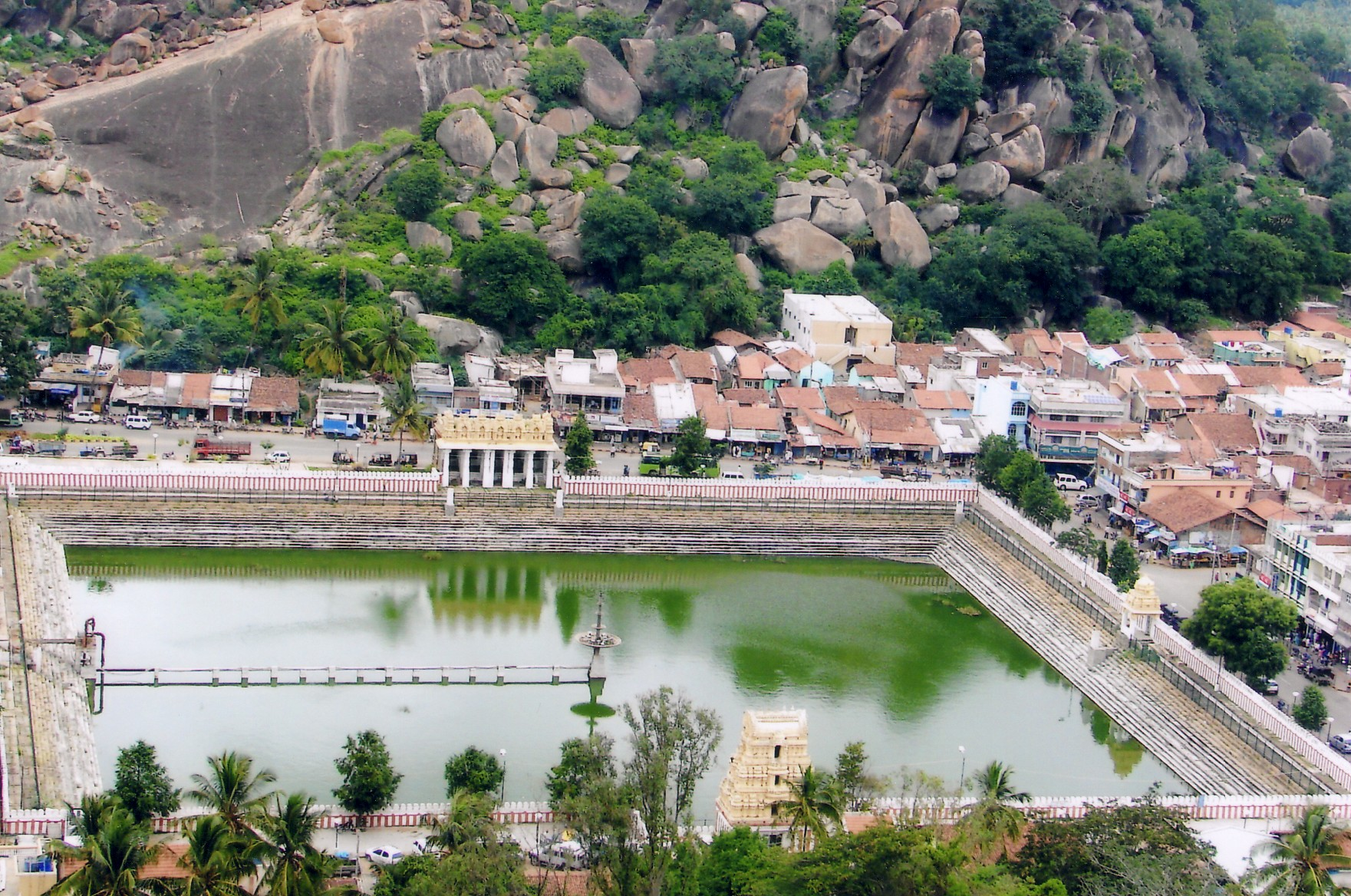
Estanque del templo construido por el rey Chikka Devaraja Wodeyar en Shravanabelagola,

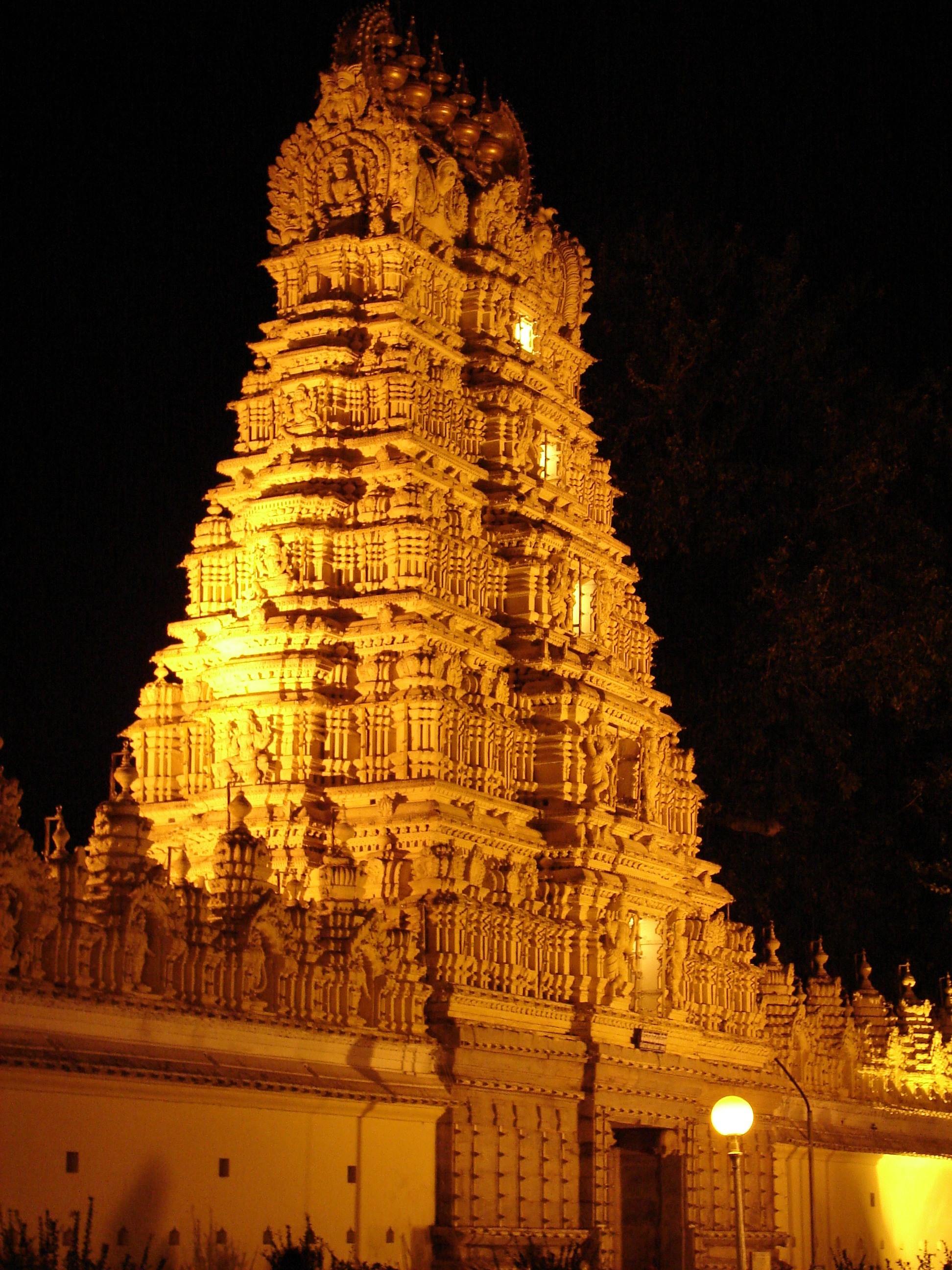
Templo Shweta Varahaswamy (1673-1704) en los terrenos del Palacio de Mysore

Los primeros reyes de la dinastía Wodeyar adoraban al dios hindú Shiva. Los reyes posteriores, a partir del siglo XVII, llevaron al vaishnavismo, la adoración del dios hindú Vishnu. Según el musicólogo Meera Rajaram Pranesh, el rey Raja Wodeyar I era un devoto del dios Vishnu, el Rey Dodda Devaraja fue honrado con el título de «Protector de los Brahmanes» (Deva Brahmana Paripalaka) por su apoyo a los brahmanes, y el maharaja Krishnaraja III se dedicó a la diosa Chamundeshwari (una forma de la diosa hindú Durga). Wilks ("Historia de Mysore", 1800) escribió sobre un levantamiento Jangama (Veerashaiva, santo-devoto de Shiva), relacionado con impuestos excesivos, que fue reprimido firmemente por Chikka Devaraja. El historiador D.R. Nagaraj afirma que cuatrocientos Jangamas fueron asesinados en el proceso, pero aclara que la propia literatura Veerashiava no dice nada sobre el tema. El historiador Suryanath Kamath afirma que el rey Chikka Devaraja era un Srivaishnava (seguidor del Sri Vaishnavismo, una secta del Vaishnavismo) pero no era anti-Veerashaiva.  El historiador Aiyangar está de acuerdo en que algunos de los reyes, incluidos los célebres Narasaraja I y Chikka Devaraja, eran vaisnavas, pero sugiere que este podría no haber sido el caso con todos los gobernantes de Wodeyar. El surgimiento de la moderna ciudad de Mysore como centro de la cultura del sur de la India se remonta al período de su soberanía. Raja Wodeyar I inició la celebración del festival Dasara en Mysore, una orgullosa tradición de la antigua familia real de Vijayanagara.
El jainismo, aunque en declive durante el período medieval tardío, también disfrutó del patrocinio de los reyes de Mysore, que hicieron grandes dotaciones a la orden monástica jainista en la ciudad de Shravanabelagola. Los registros indican que algunos reyes Wodeyar no solo presidieron la ceremonia Mahamastakabhisheka, un importante evento religioso jainista en Shravanabelagola, sino que también ofrecieron oraciones (puja) personalmente durante los años 1659, 1677, 1800, 1825, 1910, 1925, 1940 y 1953.
El contacto entre el sur de la India y el Islam se remonta al siglo VII, cuando prosperaba el comercio entre los reinos hindúes y los califatos islámicos. Estos comerciantes musulmanes se establecieron en la costa de Malabar y se casaron con mujeres hindúes locales, y sus descendientes llegaron a ser conocidos como Mappillas. En el siglo XIV, los musulmanes se habían convertido en una minoría significativa en el sur, aunque la llegada de los misioneros portugueses frenó su crecimiento. Hyder Ali, aunque era un musulmán devoto, no permitió que su fe interfiriera con la administración del reino predominantemente hindú. Sin embargo, los historiadores están divididos sobre las intenciones del hijo de Hyder Ali, Tipu Sultan. Se ha afirmado que Tipu elevó a los hindúes a posiciones prominentes en su administración, hizo generosas donaciones a templos hindúes y brahmanes, y en general respetó otras religiones, y que cualquier conversión religiosa que Tipu emprendió fue un castigo para aquellos que se rebelaron contra su autoridad.  Sin embargo, esto ha sido contrarrestado por otros historiadores que afirman que Tipu Sultan trató a los no musulmanes de Mysore mucho mejor que a los de las regiones de Malabar, Raichur y Kodagu. Opinan que Tipu fue responsable de las conversiones masivas de cristianos e hindúes en estas regiones, ya sea por la fuerza u ofreciéndoles incentivos fiscales y beneficios de ingresos para convertir.

### Sociedad
Antes del siglo XVIII, la sociedad del reino seguía normas antiguas y profundamente establecidas de interacción social entre las personas. Los relatos de viajeros contemporáneos indican la práctica generalizada del sistema de castas hindú y de los sacrificios de animales durante las celebraciones de nueve días (llamado Mahanavami). Más tarde, se produjeron cambios fundamentales debido a la lucha entre las potencias nativas y extranjeras. Aunque las guerras entre los reinos hindúes y los sultanatos continuaron, las batallas entre los gobernantes nativos (incluidos los musulmanes) y los británicos recién llegados tomaron el centro del escenario. La difusión de la educación en inglés, la introducción de la imprenta y las críticas al sistema social imperante por parte de los misioneros cristianos ayudaron a que la sociedad fuera más abierta y flexible. El surgimiento del nacionalismo moderno en toda la India también afectó a Mysore.
Con el advenimiento del poder británico, la educación en inglés ganó importancia además de la educación tradicional en los idiomas locales. Estos cambios fueron orquestados por Lord Elphinstone, el gobernador de la Presidencia de Madrás. Su plan se convirtió en la constitución de la institución colegiada central o Junta Universitaria en 1841. En consecuencia, se estableció un departamento de secundaria de la universidad. Para impartir educación en las regiones del interior, las escuelas se crearon en las ciudades principales que finalmente se elevaron al nivel universitario, y cada universidad se convirtió en el centro de muchas escuelas locales (escuelas zilla). Las primeras escuelas de inglés medio aparecieron en 1833 en Mysore y se extendieron por toda la región. En 1858, se fundó el departamento de educación en Mysore y en 1881, se estimaba que había 2.087 escuelas de inglés medio en el estado de Mysore. La educación superior se hizo disponible con la formación del Bangalore Central College en Bangalore (1870), Maharaja's College (1879), Maharani's College (1901) y Mysore University (1916) en Mysore y St. Agnes College en Mangalore (1921).
Las reformas sociales destinadas a eliminar prácticas como la sati y la discriminación social basadas en la intocabilidad, así como las demandas de la emancipación de las clases bajas, se extendieron por la India e influyeron en el territorio de Mysore. En 1894, el reino aprobó leyes para abolir el matrimonio de las niñas menores de ocho años. Se alentó el nuevo matrimonio de mujeres viudas y el matrimonio de mujeres indigentes, y en 1923, a algunas mujeres se les concedió el permiso para ejercer su franquicia en las elecciones. Hubo, sin embargo, levantamientos contra la autoridad británica en el territorio de Mysore, en particular los levantamiento de Kodagu en 1835 (después de que los británicos destronaron al gobernante local Chikkaviraraja) y el levantamiento de Kanara de 1837. La era de la imprenta anunciada por los misioneros cristianos, especialmente Hermann Mögling, resultó en la fundación de imprentas en todo el reino. La publicación de libros antiguos y contemporáneos de Kannada (como Pampa Bharata y Jaimini Bharata), una Biblia en idioma Kannada, un diccionario bilingüe y un periódico Kannada llamado Kannada Samachara comenzó a principios del siglo XIX. Aluru Venkata Rao publicó una historia consolidada de Kannada que glorifica los logros de los Kannadigas en su libro Karnataka Gatha Vaibhava.
El teatro clásico inglés y sánscrito, y el teatro musical nativo Yakshagana influyeron en la etapa kannada y produjeron dramaturgos famosos como Gubbi Veeranna. El público comenzó a disfrutar de la música Carnatica a través de su transmisión a través de los sistemas de megafonía establecidos en los terrenos del palacio. Las pinturas de Mysore, inspiradas en el Renacimiento de Bengala, fueron creadas por artistas como Sundarayya, Ala Singarayya y B. Venkatappa.

### Literatura
La era del Reino de Mysore se considera una edad de oro en el desarrollo de la literatura kannada. La corte de Mysore no solo estaba adornada por escritores y compositores famosos de Brahmin y Veerashaiva, los mismos reyes realizaron importantes contribuciones en las bellas artes. Mientras que la literatura convencional en filosofía y religión seguía siendo popular, los escritos en nuevos géneros como crónica, biografía, historia, enciclopedia, novela, drama y tratado musical se hicieron populares. Una forma nativa de literatura popular con representación dramática llamada Yakshagana ganó popularidad. Un desarrollo notable del período posterior fue la influencia de la literatura inglesa y la literatura sánscrita clásica en kannada.
Govinda Vaidya, un nativo de Srirangapatna, escribió Kanthirava Narasaraja Vijaya, un elogio a su señor, el Rey Narasaraja I. Escrito en sangatya meter (una composición destinada al acompañamiento de un instrumento musical), el libro describe la corte del rey, la música popular y los tipos de composiciones musicales de la época en veintiséis capítulos. El rey Chikka Devaraja fue el primer compositor de la dinastía. A él se le atribuye el famoso tratado sobre música llamado Geetha Gopala. Aunque inspirado por la escritura sánscrita de Jayadeva Geetha Govinda, tenía una originalidad propia y estaba escrito en medidor saptapadi. Poetas contemporáneos que dejaron su huella en toda la región de habla Kannada incluyen el brahmán poeta Lakshmisa y la itinerante Veerashaiva poeta Sarvajna. Las poetas también desempeñaron un papel en el desarrollo literario, con Cheluvambe (la reina de Krishnaraja Wodeyar I), Helavanakatte Giriyamma, Sri Rangamma (1685) y Sanchi Honnamma (Hadibadeya Dharma, finales del siglo XVII) escribiendo obras notables.
Políglota, el rey Narasaraja II fue autor de catorce Yakshaganas en varios idiomas, aunque todos están escritos en Kannada. El maharaja Krishnaraja III fue un escritor prolífico en Kannada por el que obtuvo el honorífico Abhinava Bhoja (una comparación con el rey medieval Bhoja). Se le atribuyen más de cuarenta escritos, de los cuales el tratado musical Sri Tatwanidhi y un romance poético llamado Saugandika Parinaya escrito en dos versiones, una sangatya y un drama, son más conocidos. Bajo el patrocinio del maharajá, la literatura Kannada comenzó su lento y gradual cambio hacia la modernidad. Kempu Narayana Mudramanjusha ("The Seal Casket", 1823) es el primer trabajo que tiene toques de prosa moderna. Sin embargo, el punto de inflexión llegó con Adbhuta Ramayana (1895) y Ramaswamedham (1898) históricamente importantes de Muddanna, a quien el erudito de Kannada Narasimha Murthy considera "una figura similar a Janus" de la literatura moderna Kannada. Muddanna ha manejado hábilmente una antigua epopeya desde un punto de vista completamente moderno.
Basavappa Shastry, un nativo de Mysore y una luminaria en la corte del maharaja Krishnaraja III y el maharaja Chamaraja X, es conocido como el "Padre del teatro Kannada" (Kannada Nataka Pitamaha). Fue autor de dramas en kannada y tradujo "Othello" de William Shakespeare a Shurasena Charite. Sus conocidas traducciones del sánscrito al kannada son muchas e incluyen Kalidasa y Abhignyana Shakuntala.

### Música
Bajo el maharaja Krishnaraja III y sus sucesores: Chamaraja X, Krishnaraja IV y el último gobernante, Jayachamaraja, la corte de Mysore se convirtió en el mecenas más grande y más famoso de la música. Mientras que las cortes de Tanjore y Travancore también extendieron un gran patrocinio y enfatizaron la preservación del arte, la combinación única del patrocinio real de músicos individuales, la fundación de escuelas de música para despertar el interés público y el patrocinio de editores y productores de música europeos distinguen a Mysore. El maharaja Krishnaraja III, él mismo músico y musicólogo de mérito, compuso una serie de javalis (letras ligeras) y canciones devocionales en kannada bajo el título Anubhava pancharatna. Sus composiciones llevan el nom de plume (mudra) "Chamundi" o "Chamundeshwari", en honor a la deidad de la familia Wodeyar.  Su sucesor, Chamaraja X, fundó la Biblioteca Oriental en 1891 para albergar libros de música y también encargó grabaciones fonográficas de varios músicos para la biblioteca del palacio.
Bajo Krishnaraja IV, el arte recibió más patrocinio. Una escuela distinta de música que dio importancia a la evolución de raga y bhava. La Real Escuela de Música fundada en el palacio ayudó a institucionalizar la enseñanza del arte. Se imprimieron composiciones carnáticas y la notación del personal europeo llegó a ser empleada por músicos reales. También se alentó la música occidental: el concierto para piano de Margaret Cousins con la Orquesta del Palacio marcó las celebraciones del centenario de Beethoven en Bangalore. El maharajá Jayachamaraja, también un reconocido compositor de kritis carnática (una composición musical), patrocinó una serie de grabaciones del compositor ruso Nikolái Médtner y otros. El tribunal se aseguró de que la música carnática también se mantuviera al día. Grabaciones de gramófono de la banda del palacio fueron hechas y vendidas comercialmente. Se prestó atención a la "tecnología del concierto". Se gastaron sumas generosas en la adquisición de varios instrumentos, incluido el violín de trompeta no convencional, theremin y Calíope, un reproductor de música mecánico.
En la corte de Mysore reunía a varios expertos de renombre (vidwan) de la época. Veena Sheshanna, músico de la corte durante el gobierno del maharaja Chamaraja X, es considerado uno de los máximos exponentes de la veena. Sus logros en la música clásica le dieron a Mysore un lugar destacado en el arte de la música carnática instrumental y maharaja Krishnaraja Wodeyar IV le dio el honorífico Vainika Shikhamani. Mysore Vasudevacharya fue un destacado músico y compositor en sánscrito y telugu de Mysore. Tiene la distinción única de ser patrocinado por cuatro generaciones de reyes y gobernantes de Mysore y por ser músico de la corte para tres de ellos. H.L. Muthiah Bhagavatar fue otro músico-compositor que adornaba la corte de Mysore. Considerado uno de los compositores más importantes del período posterior a Tyagaraja, se le atribuyen unas 400 composiciones en sánscrito, kannada, telugu y tamil bajo el seudónimo "Harikesha". Entre los violinistas, T. Chowdiah surgió como uno de los exponentes más consumados de la época. Se sabe que domina el violín de siete cuerdas. Chowdiah fue nombrado músico de la corte por el maharaja Krishnaraja Wodeyar IV en 1939 y recibió títulos como "Sangeeta Ratna" y "Sangeeta Kalanidhi". Se le atribuyen composiciones en kannada, telugu y sánscrito bajo el seudónimo de "Trimakuta".

## Arquitectura
El estilo arquitectónico de las edificaciones cortesanas y reales en el reino sufrió profundos cambios durante el dominio británico, una mezcla de tradiciones europeas con elementos nativos. Los templos hindúes en el reino fueron construidos en el típico estilo dravídico del sur de la India, una versión modesta del lenguaje de construcción de Vijayanagara. Cuando estaba en el poder, Tipu Sultan construyó un palacio y una mezquita en Srirangapatna, su capital. Sin embargo, es la ciudad de Mysore la más conocida por sus palacios reales, lo que le valió el sobrenombre de "Ciudad de los Palacios". El palacio principal de la ciudad, el palacio Mysore, también se conoce como el Palacio Amba Vilas. El complejo original fue destruido por un incendio y un nuevo palacio fue encargado por la Reina-Regente y diseñado por el arquitecto inglés Henry Irwin en 1897. El diseño general es una combinación de estilos hindúes, islámicos, indo-sarracenos y árabes, que por primera vez en la India utilizaron columnas de hierro fundido y marcos de techo. La característica más llamativa del exterior son las columnas de granito que sostienen arcos cúspides en el pórtico, una torre alta cuyo remate es una cúpula dorada con un paraguas (chattri) y grupos de otras cúpulas a su alrededor. El interior está ricamente decorado con paredes de mármol y un techo de madera de teca en el que hay esculturas de deidades hindúes. El durbar conduce a una sala privada interior a través de puertas plateadas. Esta opulenta habitación tiene paneles de piso con incrustaciones de piedras semipreciosas y un techo de vidrieras sostenido centralmente por columnas y arcos. La sala de matrimonio (Kalyana mantapa) en el complejo del palacio destaca por su cúpula octogonal de vidrieras con motivos de pavo real.
El palacio Lalitha Mahal fue construido en 1921 por E.W. Fritchley bajo la comisión del maharaja Krishnaraja IV. El estilo arquitectónico se llama "Renacimiento" y exhibe conceptos de casas señoriales inglesas y palazzos italianos. [169]Se cree que la cúpula central está inspirada en la Catedral de San Pablo en Londres. Otras características importantes son la escalera de mármol italiano, el piso de madera pulida en los salones de banquetes y baile, y las lámparas belgas de vidrio tallado. El Palacio de Jaganmohan se encargó en 1861 y se completó en 1910. El edificio de tres pisos con cúpulas, acabados y cúpulas atractivas fue sede de muchas celebraciones reales. Ahora se llama Chamarajendra Art Gallery y alberga una rica colección de artefactos.
El campus de la Universidad de Mysore, también llamado "Manasa Gangotri", alberga varios edificios arquitectónicamente interesantes. Algunos de ellos son de estilo europeo y se completaron a finales del siglo XIX. Incluyen la mansión Jayalakshmi Vilas, el Crawford Hall, el Instituto Oriental de Investigación (construido entre 1887 y 1891) con sus columnas jónicas y corintias, y las oficinas del distrito (Athara Kutchery, 1887). El Athara Kutchery, que inicialmente sirvió como la oficina del comisionado británico, tiene una cúpula octogonal y un remate que se suma a su belleza. El palacio de verano del maharajá, construido en 1880, se llama Lokaranjan Mahal, e inicialmente sirvió como escuela para la realeza. El palacio Rajendra Vilas, construido en el estilo indo-británico en la cima de la colina Chamundi, fue encargado en 1922 y completado en 1938 por el maharaja Krishnaraja IV. Otras mansiones reales construidas por los gobernantes de Mysore fueron el Chittaranjan Mahal en Mysore y el Palacio de Bangalore en Bangalore, una estructura construida en las líneas del Castillo de Windsor de Inglaterra. El Instituto Central de Investigación Técnica de Alimentos (Mansión Cheluvamba), construido en estilo barroco renacentista europeo, fue la residencia de la princesa Cheluvambaamani Avaru, una hermana del maharaja Krishnaraja IV. Destaca su extenso trabajo de pilastra y pisos de mosaico.
El más famoso entre los muchos templos construidos por los Wodeyars es el templo Chamundeshwari en la cima de la colina Chamundi. La primera estructura aquí fue consagrada en el siglo XII y luego fue patrocinada por los gobernantes de Mysore. Maharaja Krishnaraja III agregó una gopuram de estilo dravídico en 1827. El templo tiene puertas plateadas con imágenes de deidades. Otras imágenes incluyen las del dios hindú Ganesha y del Maharaja Krishnaraja III con sus tres reinas. Alrededor del palacio principal de Mysore y dentro del fuerte hay un grupo de templos, construidos en varios períodos. El templo Prasanna Krishnaswamy (1829), el Templo Lakshmiramana Swamy cuyas primeras estructuras datan de 1499, el templo Trinesvara Swamy (finales del siglo XVI), el templo Shweta Varaha Swamy construido por Purnaiah con un toque del estilo arquitectónico Hoysala, el templo Prasanna Venkataramana Swami (1836) notable por 12 murales de los gobernantes Wodeyar. Los templos conocidos fuera de la ciudad de Mysore son el templo Venkataramana con columnas yali ("bestia mítica") construido a finales del siglo XVII en el fuerte de Bangalore, y el templo Ranganatha en Srirangapatna.
Tipu Sultan construyó un palacio con columnas de madera llamado palacio Dariya Daulat (iluminado, "jardín de la riqueza del mar") en Srirangapatna en 1784. Construido en el estilo indo-sarraceno, el palacio es conocido por su intrincada artesanía en madera que consiste en arcos ornamentales, columnas rayadas, diseños florales y pinturas. La pared oeste del palacio está cubierta con murales que representan la victoria de Tipu Sultan sobre el ejército del coronel Baillie en Pollilur, cerca de Kanchipuram en 1780. Un mural muestra a Tipu disfrutando de la fragancia de un ramo de flores mientras la batalla está en progreso. En esa pintura, los bigotes de los soldados franceses los distinguen de los soldados británicos afeitados. También en Srirangapatna se encuentra el mausoleo de Gumbaz, construido por Tipu Sultan en 1784. Alberga las tumbas de Tipu y Hyder Ali. La base de granito está cubierta con una cúpula construida de ladrillo y pilastra.

## Tecnología militar
Tipu Sultan y su padre Hyder Ali desarrollaron la primera artillería de cohetes de cilindros metálicos y de hierro en la década de 1780. Utilizaron con éxito estos cohetes de cilindros metálicos contra las fuerzas más grandes de la Compañía Británica de las Indias Orientales durante las Guerras Anglo-Mysore. Los cohetes Mysore de este período estaban mucho más avanzados que lo que los británicos habían visto, principalmente debido al uso de tubos de hierro para sostener el propelente; Esto permitió un mayor empuje y un mayor alcance para el misil (hasta 2 km (1 mi) de alcance). Después de la eventual derrota de Tipu en la Cuarta guerra anglo-mysore y la captura de los cohetes de hierro Mysore, influyeron en el desarrollo del cohete británico, inspirando el cohete Congreve, que pronto se puso en uso en las Guerras Napoleónicas.